# Vertigo (мікстейп)
Vertigo — спільний мікстейп американського репера Lil Peep і продюсера John Mello, випущений 18 січня 2016.
5 березня 2020 року, менеджмент Густава перевипустив альбом на всіх стримінгових платформах.

## Історія
Після Різдва Густав працював з місцевим режисером з Лонг Айленда Джоном Франсуа, який виступає під псевдонімом Legacy, щоб відзняти кліпи на 2 з 4 треків, які потрапили на мікстейп Vertigo. Всі чотири треки були спродюсовані John Mello.
Джон і Густав познайомилися в інтернеті, так само як і з більшістю інших своїх колег. John Mello побачив тизер на кліп Live Forever на сторінці JGRXXN в інстаграмі, і він був вражений музикою Густава, тому вирішив з ним зв'язатися. Вони домовилися попрацювати над спільною музикою.
Густав з Еммою (його дівчиною) відзняли відео для Drugz, та відправили матеріал своєму другові Lil Skil, щоб він його змонтував. Також були зроблені кліпи на треки M.O.S. (battery full) та Come Around.

## Трекліст
| #    | Назва                   | Producer(s)           | Тривалість |
| ---- | ----------------------- | --------------------- | ---------- |
| 1.   | «drugz»                 | John Mello            | 2:20       |
| 2.   | «M.O.S. (battery full)» | John Mello            | 2:26       |
| 3.   | «shiver»                | John Mello Hector Vae | 2:22       |
| 4.   | «come around»           | John Mello            | 2:39       |
| 9:48 |                         |                       |            |